# Бюргерии
Бюргериите (Buergeria) са род земноводни от семейство Веслоноги жаби (Rhacophoridae).
Таксонът е описан за пръв път от швейцарския естественик Йохан Якоб фон Чуди през 1838 година.

## Видове
- Buergeria buergeri
- Buergeria choui
- Buergeria japonica
- Buergeria otai
- Buergeria oxycephala
- Buergeria robusta